# Onze-Lieve-Vrouw-Geboortekerk (Linselles)
De Onze-Lieve-Vrouw-Geboortekerk (Frans: Église Nativité de Notre-Dame) is de parochiekerk van de gemeente Linselles in het Franse Noorderdepartement. 

## Geschiedenis
Hier stond een kerk met een 16e-eeuwse middenbeuk. Deze kerk werd door de terugtrekkende Duitsers in 1918 opgeblazen. Van 1923-1926 werd een geheel nieuwe kerk opgetrokken, naar ontwerp van Jean-Baptiste Maillard en Henri Maillard. Het is een bouwwerk in art-decostijl met gebruikmaking van elementen uit diverse bouwstijlen. De naastgebouwde toren heeft een zadeldak. Het voorgebouwde ingangsportaal wordt bekroond door een torentje. Het is een zaalkerk onder een breed zadeldak.
De glas-in-loodramen zijn van 1927 en werden vervaardigd door glazeniers David et Plateaux en door Pierre Turpin.
De kerk bezat een 17e-eeuws verguld beeld dat echter tot tweemaal toe is gestolen.